# Joe Limonadă
Joe Limonadă (titlul original: în cehă Limonádový Joe aneb Koňská opera) este un film de parodie western cehoslovac, realizat în 1964 de regizorul Oldřich Lipský, după romanul omonim a scriitorului Jiří Brdečka, protagoniști fiind actorii Karel Fiala, Miloš Kopecký, Olga Schoberová, Waldemar Matuška, Vladimír Menšík. 

## Conținut
Joe Limonadă, îmbrăcat din cap până-n picioare în alb, vine în Stetson City și se asigură că populația care se bate mereu și consumă whisky se familiarizează cu băutura Kolaloka, pe care o bea necontenit. Când domnul Goodman, un alt nou venit cu intenții misionare, deschide un Salon-Kolaloka, acesta devine un succes total. 
Fiica cântăreață a domnului Goodman se asigură, de asemenea, că vechiul salon este acum locuit doar de păianjeni. Când sosește un răufăcător, îl ucide pe șerif, interzice Kolaloka și face ca morala să decadă. Dar Joe Limonadă se ocupă ca totul să revină la ordine și că grupul Kolaloka are vânzări bune.

## Distribuție
- Karel Fiala – Joe Limonadă
- Rudolf Deyl junior – Doug Badman
- Miloš Kopecký – Horc Badman
- Květa Fialová – Tornado-Lou
- Olga Schoberová – Winifred Goodman
- Bohuš Záhorský – Ezra Goodman
- Karel Effa – Pancho Kid
- Waldemar Matuška – Banjo
- Vlastimil Bedrna – fotograful
- Lubomir Bryg – casierul
- Antonín Šůra – Old Pistol
- Vladimír Menšík – barmanul

## Coloana sonoră
Coloana sonoră a filmului include melodii interpretate la honky-tonk piano cât și jazz tradițional stilul Dixieland. Interpretarea cântecelor lui Joe, au fost dublate de „Vocea de aur a Pragăi”, Karel Gott, iar popularul cântăreț Waldemar Matuška a fost distribuit într-un mic rol incluzând și un solo de banjo.

## Premii
- 1964 Filmul a câștigat la Festivalul Filmului de la San Sebastian Scoica de Aur